# Юлиана (гора)
Гора Юлиана (нидерл. Julianatop) — горная вершина в горах Вильгельмина в округе Сипалуини, Суринам. Является высшей точкой страны, высота — 1230 м над уровнем моря.
Вершина названа в честь нидерландской королевы Юлианы.